# Paralomis danida
Paralomis danida is een tienpotigensoort uit de familie van de Lithodidae. De wetenschappelijke naam van de soort is voor het eerst geldig gepubliceerd in 2007 door Takeda & Bussarawit.